# Bill Monroe
William Smith Monroe, detto Bill (Rosine, 13 settembre 1911 – Springfield, 9 settembre 1996), è stato un musicista e cantante statunitense.
È considerato uno dei maggiori rappresentanti della country music, nonché padre del bluegrass.

## Biografia

### Primi anni
Monroe nasce nella piccola comunità rurale di Jerusalem Ridge presso Rosine, nel Kentucky. Figlio più giovane di Buck Monroe e Malissa Vandiver, fa parte di una famiglia di agricoltori e amanti della musica. Viene incoraggiato a suonare per partecipare all'attività musicale della famiglia e ne diviene giocoforza il mandolinista. Egli infatti amava il violino tradizionale, suonato tra l'altro dalla madre Malissa e dallo zio materno Pendleton ("Pen") Vandiver, popolare violinista di old-time music, ma tale strumento era già stato imbracciato dal fratello maggiore Birch. Anche la chitarra era già nelle mani di un altro fratello, Charlie. Forse per ricostruire il legame con il mandolino, ben presto si fece strada una leggenda secondo la quale, poco prima del parto, la madre, per distrarsi dai dolori, si fosse seduta sulla veranda di casa suonando intensamente il mandolino, cosicché le vibrazioni dello strumento finirono per segnare la vita di Bill, il quale comincia, ad ogni modo, l'attività musicale sin da giovane, coltivandola grazie all'aiuto e all'influenza dello zio Pen.
Poiché la natura lo aveva dotato di un timbro di voce particolarmente alto, non gli fu difficile mantenere nel canto il timbro tutto femminile delle canzoni della sua infanzia. La sua voce venne definita un high lonesome sound, cioè un suono caratterizzato da timbriche alte e solitarie. L'elemento "solitudine", nella musica di Monroe, è probabilmente riconducibile alla sua infanzia. Egli, infatti, fu ben presto emarginato da amici e familiari, anche per un leggero strabismo all'occhio destro. Bill crebbe così isolato, vagando tra le colline del Kentucky e cavalcando l'amato cavallo King Wilkie lungo i binari ferroviari. Ebbe così modo di ascoltare altri generi musicali, tra i quali il blues del chitarrista nero Arnold Schultz, del quale non esistono testimonianze musicali registrate.

### Carriera professionale
William inizia la sua carriera di professionista suonando e cantando con i fratelli Charlie e Birch. Pochi anni dopo, Birch lascia il gruppo per unirsi ad una band di western-swing ed, in seguito, per abbandonare la carriera musicale professionista, limitandosi a sporadiche apparizioni al violino ed al contrabbasso con i Blue Grass Boys. 
Bill e Charlie, conosciuti come i Monroe Brothers, suonano e compongono moltissimo materiale ormai considerato parte integrante del repertorio classico del bluegrass e della old time music, come Roll In My Sweet Baby's Arms e My Saviour's Train. La loro attività si concentra dapprima nei dintorni di Chicago. Con il passare degli anni, i fratelli si fanno conoscere ed apprezzare in molti stati, viaggiando dalla Carolina del Nord allo Iowa, dalla Virginia Occidentale al Colorado e partecipando a numerosi programmi radiofonici.
Nel 1938, in seguito ad alcune divergenze, i Monroe decidono di intraprendere strade separate, non senza avere avuto già modo di influenzare in modo profondo la old time music. Charlie dà vita alla formazione dei Kentucky Pardners, nei quali militeranno anche Red Rector, Curly Seckler ed un giovanissimo Lester Flatt al mandolino. 
Bill, dal canto suo, cerca di ricreare quel magico sound tipico dei Monroe con il chitarrista Cleo Davis, sotto il nome dei Kentuckians. Poi, nel 1939, alla formazione si aggiungono Art Wooten (fiddle) e Tommy Millard (cucchiai), presto sostituito da Amos Garen al contrabbasso. Bill battezzerà la nuova formazione Bill Monroe and his Blue Grass Boys, in onore del Blue Grass State of Kentucky, sua terra natale.
Lo stesso anno la banda appare per la prima volta alla Grand Ole Opry. La canzone che per prima suonarono fu Mule Skinner Blues, pezzo scritto e reso celebre da Jimmy Rodgers, pioniere della country music. Monroe, che in quell'occasione suonò la chitarra, aveva elaborato un arrangiamento del tutto innovativo, con il suo timbro di voce assai peculiare e il ritmo incalzante fornito dalla band. Fu un successo immediato. Quella sera, la band ebbe tre bis. Ma ancora Monroe non aveva trovato il sound che aveva in mente da molti anni.
Si susseguono diverse modifiche nell'organico nella band, sino all'arrivo di David "Stringbean" Akeman come banjoista. Era la prima volta che Monroe includeva quello strumento, sino allora considerato goliardico, e patrimonio dei ministrel shows, alla sua band.
Il 1945, oltre che l'abbandono di Akeman, vede l'arrivo di Lester Flatt ed, un anno dopo, di Earl Scruggs. Flatt era già stato membro della band di Charlie Monroe, come cantante e mandolinista. Bill lo volle come frontman e chitarrista dei Blue Grass Boys.
Quanto a Earl Scruggs, egli suonava il banjo in un particolare stile detto three fingers style, tecnica appresa da pionieri della sua terra natale, la Carolina del Nord, come Snuffy Jenkins e Smith Hammett. Scruggs aveva perfezionato quello stile, implementando complessi arpeggi e licks innovativi.
Bill Monroe era riluttante all'inclusione di un altro banjoista nella sua band, ma dopo una sessione di prova nei backstage della Grand Ole Opry, nella quale Scruggs eseguì il suo stupefacente arrangiamento del tradizionale Sally Ann, Flatt lo convinse ad includerlo nei Blue Grass Boys.
La band ebbe un grande successo e suonò per quasi tre anni insieme (1946-1948), con l'ausilio di Chubby Wise al violino ed Howard Watts al contrabbasso. In questo periodo furono incise registrazioni leggendarie come I'm Going Back To Old Kentucky, Why Did You Wander ed il poderoso strumentale Blue Grass Breakdown. Le registrazioni radiofoniche dell'epoca dimostrano il successo riportato dalla band: il pubblico dell'Opry è a dir poco eccitato, con urla e schiamazzi dopo ogni assolo.
Nel 1948, tutti i musicisti della band decisero di lasciare Monroe. Flatt, Scruggs e Wise decisero di dar vita ad una nuova band, i Foggy Mountain Boys.
Monroe rimarrà estremamente adirato da questo abbandono e si riconcilierà con il duo solo negli anni settanta. 
Nonostante ciò, egli non perse tempo e riformò i Blue Grass Boys con il banjoista Don Reno, Mac Wiseman alla chitarra e voce ed il leggendario violinista Benny Martin. 
La band, che divenne la più longeva nella storia del genere, è rimasta attiva per 57 anni (fino al 1996, anno della morte di Bill), annoverando tra le proprie file alcuni grandi del genere (oltre ai già citati): Jimmy Martin, Edd Mayfield, Kenny Baker, Peter Rowan, Sonny Osborne, Rudy Lyle, Joe Stuart, Bobby Hicks, Clarence Tate, Bob Black, Butch Robins, Bill Keith, Del McCoury e moltissimi altri. 
Nonostante le pressioni commerciali derivanti dal boom del rock and roll della seconda metà degli anni cinquanta, Monroe rimarrà fedele al genere da lui plasmato per tutta la vita.
Nel 1976, Bill Monroe posa per la prima volta per il pittore Kenneth Hari. Seguirà una serie di più di venticinque ritratti del cantante lungo la sua carriera.

### Morte
Nell'Aprile del 1996, venne colpito da ictus. Ciò mise effettivamente fine alla sua carriera di musicista. Morì il 9 settembre 1996, a soli quattro giorni di distanza dal suo ottantacinquesimo compleanno.

## Onorificenze
- Nel 1970 fu introdotto nella Country Music Hall of Fame.
- Nel 1971 fu introdotto nella Nashville Songwriters Hall of Fame.
- Nel 1997 fu introdotto nella Rock and Roll Hall of Fame nella categoria Early Influence.
- Nel 1991 fu introdotto nella International Bluegrass Music Hall of Honor.
- Nel 1993 ricevette il Grammy Lifetime Achievement Award.
- Nel 1995 ricevette la National Medal of Arts.
- Nel 2003 la Country Music Television lo posizionò al numero 16 nella CMT 40 Greatest Men of Country Music.

## Discografia

### Singoli 78/45 giri
| Anno | Titolo                                                                   | Etichetta | Numero  |
| 1940 | Mule Skinner Blues / Six White Horses                                    | Bluebird  | Bb 8568 |
| 1940 | No Letter In the Mail / Cryin' Holy Unto My Lord                         | Bluebird  | Bb 8611 |
| 1940 | Dog House Blues / Katy Hill                                              | Bluebird  | Bb 8692 |
| 1940 | I Wonder If You Feel the Way I Do / Tennessee Blues                      | Bluebird  | Bb 8813 |
| 1941 | Blue Yodel No.7 / In the Pines                                           | Bluebird  | Bb 8861 |
| 1941 | The Coupon Song / Orange Blossom Special                                 | Bluebird  | Bb 8893 |
| 1941 | Shake My Mother's Hand For Me / Were You There                           | Bluebird  | Bb 8953 |
| 1941 | Honky Tonk Swing / Back Up and Push                                      | Bluebird  | Bb 8988 |
| 1945 | Rocky Road Blues / Kentucky Waltz                                        | Columbia  | 20013   |
| 1945 | True Life Blues / Footprints In the Snow                                 | Columbia  | 20080   |
| 1946 | Mansions For Me / Mother's Only Sleeping                                 | Columbia  | 20107   |
| 1946 | Blue Yodel No.4 / Will You Be Loving Another Man?                        | Columbia  | 20189   |
| 1946 | Goodbye Old Pal / Blue Moon of Kentucky                                  | Columbia  | 20370   |
| 1946 | Blue Grass Special / How Will I Explain About You                        | Columbia  | 20384   |
| 1947 | Shine Hallelujah Shine / I'm Travelin' On and On                         | Columbia  | 20402   |
| 1947 | My Rose of Old Kentucky / Sweetheart You Done Me Wrong                   | Columbia  | 20423   |
| 1947 | I Hear A Sweet Voice Calling / Little Cabin Home On the Hill             | Columbia  | 20459   |
| 1947 | That Home Above / Little Community Church                                | Columbia  | 20488   |
| 1947 | Summertime Is Past and Gone / Wicked Path of Sin                         | Columbia  | 20503   |
| 1948 | It's Mighty Dark To Travel / When You Are Lonely                         | Columbia  | 20526   |
| 1948 | Toy Heart / Bluegrass Breakdown                                          | Columbia  | 20552   |
| 1948 | The Old Cross Road / Remember the Cross                                  | Columbia  | 20576   |
| 1948 | Heavy Traffic Ahead / Along About Daybreak                               | Columbia  | 20595   |
| 1948 | I'm Going Back To Old Kentucky / Molly and Tenbrooks                     | Columbia  | 20612   |
| 1949 | The Girl In the Blue Velvet Band / Bluegrass Stomp                       | Columbia  | 20648   |
| 1949 | Can't You Hear Me Calling / Travelin' This Lonesome Road                 | Columbia  | 20676   |
| 1950 | New Mule Skinner Blues / My Little Georgia Rose                          | Decca     | 46222   |
| 1950 | The Old Fiddler / Alabama Waltz                                          | Decca     | 46236   |
| 1950 | I'm Blue, I'm Lonesome / Boat of Love                                    | Decca     | 46254   |
| 1950 | Bluegrass Ramble / Memories of You                                       | Decca     | 46266   |
| 1950 | Uncle Pen / When the Golden Leaves Begin To Fall                         | Decca     | 46283   |
| 1951 | On the Old Kentucky Shore / Poison Love                                  | Decca     | 46298   |
| 1951 | Lord Protect My Soul / River of Death                                    | Decca     | 46305   |
| 1951 | Kentucky Waltz / Prisoner's Song                                         | Decca     | 46314   |
| 1951 | Swing Low, Sweet Chariot / Angels Rock Me To Sleep                       | Decca     | 46325   |
| 1951 | Rotation Blues / Lonesome Truck Driver's Blues                           | Decca     | 46344   |
| 1951 | I'll Meet You In Church Sunday Morning / Get Down On Your Knees and Pray | Decca     | 46351   |
| 1951 | Highway of Sorrow / Sugar Coated Love                                    | Decca     | 46369   |
| 1951 | Brakeman's Blues / Travelin' Blues                                       | Decca     | 46380   |
| 1951 | Christmas Time's A-Coming / The First Whippoorwill                       | Decca     | 46386   |
| 1952 | Raw Hide / Letter From My Darling                                        | Decca     | 46392   |
| 1952 | I'm On My Way To the Old Home / The First Whippoorwill                   | Decca     | 28045   |
| 1952 | When the Cactus Is In Bloom / Sailor's Plea                              | Decca     | 28183   |
| 1952 | Pike County Breakdown / A Mighty Pretty Waltz                            | Decca     | 28356   |
| 1952 | Footprints In the Snow / In the Pines                                    | Decca     | 28416   |
| 1953 | You're Drifting Away / Walking In Jerusalem                              | Decca     | 28608   |
| 1953 | Cabin of Love / Country Waltz                                            | Decca     | 28749   |
| 1954 | Memories of Mother and Dad / The Little Girl and the Dreadful Snake      | Decca     | 28878   |
| 1954 | I Hope You Have Learned / Wishing Waltz                                  | Decca     | 29009   |
| 1954 | Y'all Come / Changing Partners                                           | Decca     | 29021   |
| 1954 | Get Up John / White House Blues                                          | Decca     | 29141   |
| 1954 | Happy On My Way / He Will Set Your Fields On Fire                        | Decca     | 29196   |
| 1955 | Blue Moon of Kentucky / Close By                                         | Decca     | 29289   |
| 1955 | I'm Working On A Building / A Voice From On High                         | Decca     | 29348   |
| 1955 | Cheyenne / Roanoke                                                       | Decca     | 29406   |
| 1955 | Wait A Little Longer, Please Jesus / Let the Light Shine Down On Me      | Decca     | 29436   |
| 1956 | Put My Little Shoes Away / Wheel Hoss                                    | Decca     | 29645   |
| 1956 | On and On / I Believed In You Darling                                    | Decca     | 29886   |
| 1957 | You'll Find Her Name Written There / Sitting Alone In the Moonlight      | Decca     | 30178   |
| 1957 | A Fallen Star / Four Walls                                               | Decca     | 30327   |
| 1958 | Molly and Tenbrooks / I'm Sitting On the Top of the World                | Decca     | 30486   |
| 1958 | Sally-Jo / Brand New Shoes                                               | Decca     | 30647   |
| 1959 | Panhandle Country / Scotland                                             | Decca     | 30739   |
| 1959 | Gotta Travel On / No One But My Darlin'                                  | Decca     | 30809   |
| 1959 | Tomorrow I'll Be Gone / Dark As the Night, Blue As the Day               | Decca     | 30944   |
| 1960 | Lonesome Wind Blues / Come Go With Me                                    | Decca     | 31031   |
| 1961 | Precious Memories / Jesus Hold My Hand                                   | Decca     | 31107   |
| 1961 | Linda Lou / Put My Rubber Doll Away                                      | Decca     | 31218   |
| 1961 | Blue Grass Part 1 / Flowers of Love                                      | Decca     | 31346   |
| 1962 | Toy Heart / Danny Boy                                                    | Decca     | 31409   |
| 1963 | Blue Ridge Mountain Blues / How Will I Explain About You                 | Decca     | 31456   |
| 1963 | There Was Nothing We Could Do / Big Sandy River                          | Decca     | 31487   |
| 1963 | New John Henry Blues / Devil's Dream                                     | Decca     | 31540   |
| 1964 | Darlin' Corey / Salt Creek                                               | Decca     | 31596   |
| 1964 | Shenandoah Breakdown / Mary At the Home Place                            | Decca     | 31658   |
| 1965 | Jimmie Brown, the Newsboy / Cindy                                        | Decca     | 31802   |
| 1965 | I Live In the Past / There's An Old, Old House                           | Decca     | 31878   |
| 1966 | Going Home / Master Builder                                              | Decca     | 31943   |
| 1967 | When My Blue Moon Turns To Gold Again / Pretty Fair Maiden In the Garden | Decca     | 32075   |
| 1968 | Train 45 / Is the Blue Moon Still Shining                                | Decca     | 32245   |
| 1968 | The Gold Rush / Virginia Darlin'                                         | Decca     | 32404   |
| 1969 | I Haven't Seen Mary In Years / Crossing the Cumberlands                  | Decca     | 32502   |
| 1969 | Fireball Mail / With Body and Soul                                       | Decca     | 32574   |
| 1970 | Bonny / Sweet Mary and the MIles In Between                              | Decca     | 32645   |
| 1970 | Walk Softly On My Heart / McKinley's March                               | Decca     | 32654   |
| 1971 | Going Up Caney / Tallahassee                                             | Decca     | 32827   |
| 1972 | My Old Kentucky and You / Lonesome Moonlight Waltz                       | Decca     | 32966   |
| 1973 | Foggy Mountain Top / Tall Pines                                          | MCA       | 40006   |
| 1973 | Down Yonder / Swing Low, Sweet Chariot                                   | MCA       | 40220   |
| 1977 | My Sweet Blue Eyed Darling / Monroe's Blues                              | MCA       | 40675   |

### Album in studio
| Year | Title                                  | Label | Number   | Notes                                               |
| 1958 | Knee Deep In Bluegrass                 | Decca | DL 8731  | Reissued in UK as Brunswick 8259                    |
| 1959 | I Saw the Light                        | Decca | DL 8769  | Reissued as MCA 527                                 |
| 1961 | Mr Bluegrass                           | Decca | DL 4080  | Reissued as MCA 82                                  |
| 1962 | Bluegrass Ramble                       | Decca | DL 4266  | Reissued as MCA 88                                  |
| 1963 | Bluegrass Special                      | Decca | DL 4382  | Reissued as MCA 97 Reissued in UK as Brunswick 8579 |
| 1964 | I'll Meet You In Church Sunday Morning | Decca | DL 4537  | Reissued as MCA 226                                 |
| 1967 | Bluegrass Time                         | Decca | DL 4896  | Reissued as MCA 116                                 |
| 1972 | Uncle Pen                              | Decca | DL7 5347 | Reissued as MCA 500                                 |
| 1973 | Bill & James Monroe - Father and Son   | MCA   | 310      |                                                     |
| 1974 | Road of Life                           | MCA   | 426      |                                                     |
| 1976 | Weary Traveller                        | MCA   | 2173     | Reissued as MCA 707                                 |
| 1977 | Bluegrass Memories                     | MCA   | 2315     | Reissued as MCA 872                                 |
| 1978 | Bill & James Monroe - Together Again   | MCA   | 2367     | Reissued as MCA 633                                 |
| 1981 | Master of Bluegrass                    | MCA   | 5214     |                                                     |
| 1983 | Bill Monroe and Friends                | MCA   | 5435     |                                                     |
| 1985 | Stars of the Bluegrass Hall of Fame    | MCA   | 5625     |                                                     |
| 1987 | Bluegrass ' 87                         | MCA   | 5970     | Reissued as MCA 31310                               |
| 1988 | Southern Flavor                        | MCA   | 42133    |                                                     |
| 1991 | Cryin' Holy Unto the Lord              | MCA   | 10017    |                                                     |

### Raccolte
| Year | Title                                    | Label                    | Number      | Notes                                                 |
| 1961 | The Great Bill Monroe                    | Harmony                  | HL 7290     |                                                       |
| 1962 | My All Time Country Favorites            | Decca                    | DL 4327     | Reissued in Japan as Decca 5086                       |
| 1962 | The Father of Bluegrass Music            | RCA Camden               | CAL 719     | Reissued as RCA ACL 7059                              |
| 1964 | Bill Monroe's Best                       | Harmony                  | HL 7315     |                                                       |
| 1964 | Songs With the Bluegrass Boys            | Vocalion                 | VL 3702     | Reissued as Coral CB 20099                            |
| 1965 | Bluegrass Instrumentals                  | Decca                    | DL 4601     | Reissued as MCA 104                                   |
| 1965 | The Original Bluegrass Sound             | Harmony                  | HL 7338     |                                                       |
| 1965 | Bluegrass Style                          | Vocalion                 | VL7 3870    | Reissued as Coral CB 20077                            |
| 1966 | The High Lonesome Sound                  | Decca                    | DL 4780     | Reissued as MCA 110                                   |
| 1968 | Greatest Hits                            | Decca                    | DL7 5010    | Reissued as MCA 17                                    |
| 1969 | Bill Monroe & Charlie Monroe             | Decca                    | DL7 5066    | Reissued as MCA 124                                   |
| 1969 | A Voice From On High                     | Decca                    | DL7 5135    | Reissued as MCA 131                                   |
| 1970 | 16 All-time Greatest Hits                | Columbia                 | CS 1065     |                                                       |
| 1970 | Kentucky Bluegrass                       | Decca                    | DL7 5213    | Reissued as MCA 136                                   |
| 1971 | Country Music Hall of Fame               | Decca                    | DL7 5281    | Reissued as MCA 140                                   |
| 1973 | Greatest Hits                            | MCA                      | 5023        | Japanese issue                                        |
| 1974 | Bill Monroe & His Bluegrass Boys 1950-60 | MCA                      | 9224-27     | 4 vol.; Japanese issue -                              |
| 1975 | The Best of                              | MCA                      | 2 4090      | Double album                                          |
| 1975 | Bluegrass Special Vol.1                  | BS                       | 1           | French issue                                          |
| 1976 | Bill Monroe & His Bluegrass Boys 1950-72 | MCA                      | 9269-71     | 3 vol; Japanese issue -                               |
| 1976 | Bluegrass Special Vol.2                  | BS                       | 3           | French issue                                          |
| 1976 | Bill Monroe & His Bluegrass Boys Vol.1   | CBS Sony                 | 20AP11      | Japanese issue                                        |
| 1976 | Bill Monroe & His Bluegrass Boys Vol.2   | CBS Sony                 | 20AP12      | Japanese issue                                        |
| 1976 | New Greatest Hits                        | CBS Sony                 | 20AP27      | Japanese issue                                        |
| 1977 | Sings Bluegrass, Body and Soul           | MCA                      | 2251        | Reissued as MCA 708                                   |
| 1978 | With Lester Flatt & Earl Scruggs         | Rounder                  | SS 06       |                                                       |
| 1980 | Classic Bluegrass Recordings Vol.1       | County                   | CCS 104     |                                                       |
| 1980 | Classic Bluegrass Recordings Vol.2       | County                   | CCS 105     |                                                       |
| 1980 | Country Hall of Fame                     | Coral                    | CDL 8505    | UK issue                                              |
| 1981 | Singles Collection Vol.1                 | MCA                      | VIM 4068    | Japanese issue                                        |
| 1981 | Singles Collection Vol.2                 | MCA                      | VIM 4069    | Japanese issue                                        |
| 1981 | Singles Collection Vol.3                 | MCA                      | VIM 4070    | Japanese issue                                        |
| 1981 | Singles Collection Vol.4                 | MCA                      | VIM 4071    | Japanese issue                                        |
| 1983 | Bill Monroe 1950-54                      | Collector's Classics     | CC 18       | German issue                                          |
| 1984 | Bill Monroe                              | Columbia                 | FC 38904    |                                                       |
| 1985 | Classic Bluegrass Instrumentals          | Rebel                    | 850         | Canadian issue                                        |
| 1987 | In the Pines                             | Rebel                    | 853         | Canadian issue reissued as County CCS 114             |
| 1989 | At His Best                              | Hollywood                | HCD 409     | Reissued on Classic World Production as Greatest Hits |
| 1989 | Bluegrass 1950-1958                      | Bear Family              | BCD 15423   | 4 vol; German issue                                   |
| 1991 | Bill Monroe                              | MCA                      | D 10082     | Part of the Country Music Hall of Fame series         |
| 1991 | Mule Skinner Blues                       | RCA Victor               | 2494-2-R    | Reissued as Country Legends                           |
| 1991 | Bluegrass 1959-1969                      | Bear Family              | BCD 15529   | 4 vol; German issue                                   |
| 1992 | The Essential                            | Columbia                 | C2K 52478   | Double album                                          |
| 1994 | The Music of Bill Monroe 1936-94         | MCA                      | D4 11048    | 4 vol.                                                |
| 1994 | Bluegrass 1970-1979                      | Bear Family              | BCD 15606   | 4 vol; German issue                                   |
| 1996 | 16 gems                                  | Columbia                 | CK 53908    |                                                       |
| 1997 | Bluegrass Breakdown                      | Javelin                  | PRACD 4003  |                                                       |
| 1997 | The Father of Bluegrass Music            | RCA Victor               | BVCP 7464   | Japanese issue                                        |
| 1998 | The Early Years                          | Vanguard                 | VCD 79518   |                                                       |
| 1999 | The Best of                              | MCA                      | 088170109-2 |                                                       |
| 1999 | The Best of                              | MCA                      | MCF 2696    |                                                       |
| 1999 | Blue Grass Special Memories              | Raintree                 | RR 599      |                                                       |
| 1999 | Lookin' Back                             | Silver Eagle             | SEA 70007   |                                                       |
| 1999 | Father of Bluegrass: the Early Years     | ASV                      | AJA 5298    | 1940-47; UK issue                                     |
| 2000 | American Traveler                        | County                   | CCS 119     |                                                       |
| 2000 | The Father of Bluegrass                  | Castle Pulse             | PLS 359     | UK issue                                              |
| 2001 | Mansions For Me                          | Music Mill Entertainment | MME 71007   |                                                       |
| 2001 | 36 All-time favorites                    | Universal Music          | -           | 3 vol.                                                |
| 2002 | The Very Best of                         | MCA                      | 088112982-2 | Reissued as The Definitive Collection                 |
| 2003 | All the Classic Releases 1937-1949       | JSP                      | 7712        | 4 vol.; UK issue                                      |
| 2003 | Gotta Travel On                          | MCA                      | MCLD 19403  |                                                       |
| 2003 | Bill Monroe Anthology 1950-81            | MCA                      | 088113207-2 |                                                       |
| 2003 | Blue Moon of Kentucky 1936-49            | Bear Family              | BCD 16399   | 6 vol; German issue                                   |
| 2003 | Blue...Blue...Bluegrass                  | Black Cat                | BCCD 0074   | Czech issue                                           |
| 2004 | The King and the Father                  | Music Mill Entertainment | MME 70048   |                                                       |
| 2004 | The Gospel Spirit                        | MCA                      | 290702      |                                                       |
| 2004 | Far Across the Blue Water                | Bear Family              | BCD 16624   | 4 vol; German issue                                   |
| 2005 | Shady Grove                              | Fruit Tree               | FT 843      | Italian issue                                         |
| 2005 | Nine Pound Hammer                        | Tomato                   | TMT 2154    |                                                       |
| 2005 | I Saw the Light                          | Universal Music          | B0004618-02 |                                                       |
| 2007 | My Last Days On Earth 1981-84            | Bear Family              | BCD 16637   | 4 vol; German issue                                   |
| 2009 | Bill Monroe and His Bluegrass Boys       | JSP                      | 77119       | 4 vol.; UK issue                                      |

### Album live
| Year | Title                                           | Label                  | Number       | Notes                              |
| 1973 | Bean Blossom                                    | MCA                    | 2 8002       | Double album                       |
| 1975 | Bill Monroe & Doc Watson - Sings Country Songs  | FBN                    | 210          |                                    |
| 1976 | Bill Monroe's Bluegrass Festival                | Country Music Magazine | CM 1039      |                                    |
| 1979 | Bean Blossom ' 79                               | MCA                    | 3209         | Reissued in Japan as MCA VIM 6222  |
| 1980 | Radio Shows 1946-48                             | Country Canada         | BGC 80       | Canadian issue                     |
| 1981 | Orange Blossom Special                          | Stack-O-Hits           | 9001         | Reissued in Germany as Aston 20018 |
| 1982 | Live Radio                                      | Country Road           | CR 02        | Canadian issue                     |
| 1989 | Live At the Opry                                | MCA                    | 076742228620 |                                    |
| 1993 | Live Recordings 1956-69 Vol.1                   | Smithsonian Folkways   | 40063        |                                    |
| 1993 | Bill Monroe & Doc Watson - Live Duet Recordings | Smithsonian Folkways   | 40064        | 1963-1980                          |
| 1999 | Live From Mountain Stage                        | Blue Plate Music       | BPM 400      |                                    |
| 2001 | Live Vol.1                                      | Rural Rhythm           | RHY 1015     |                                    |
| 2002 | Live At Vanderbilt                              | Bear Family            | BCD 16614    | German issue                       |
| 2003 | Two Days At Newport 1963                        | AndMoreBears           | AMD 25001    |                                    |
| 2004 | Live At Mechanics Hall                          | Acoustic Disc          | ACD 59       |                                    |
| 2005 | 200th Show At the Brown County Jamboree Barn    | No Label               | No #         |                                    |